# تمل کارامحمود
تمل کارامحمود (انگلیسی: Temel Karamahmut؛ ۲۰ ژوئیه ۱۹۱۶ – ۸ ژانویهٔ ۱۹۶۳) بازیگر اهل ترکیه بود.